# مشعل المطيري (لاعب كرة قدم مواليد 1999)
مشعل إبراهيم المطيري (مواليد 25 مارس 1999) هو لاعب كرة قدم سعودي يلعب حالياً في نادي أبها.

## مسيرة اللاعب
لعب في نادي الأنصار ونادي أحد ونادي أبها.

## وصلات خارجية
- مشعل المطيري على موقع قاعدة بيانات كرة القدم.إي يو (الإنجليزية)
- مشعل المطيري على موقع Soccerway.com (الإنجليزية)